# Pseudorakverella
Pseudorakverella is een geslacht van uitgestorven kreeftachtigen uit de klasse van de Ostracoda (mosselkreeftjes).

## Soorten
- Pseudorakverella altalirata Rader, 1965 †
- Pseudorakverella optata Sarv, 1959 †